# Visione di san Pietro
Visione di San Pietro è un dipinto ad olio su tela (66x51 cm) di Domenico Fetti, databile al 1619 e conservato nel Kunsthistorisches Museum di Vienna, in Austria. La tela faceva parte delle Collezioni Gonzaga di Palazzo Ducale a Mantova.